# Protesty ve Španělsku 2011

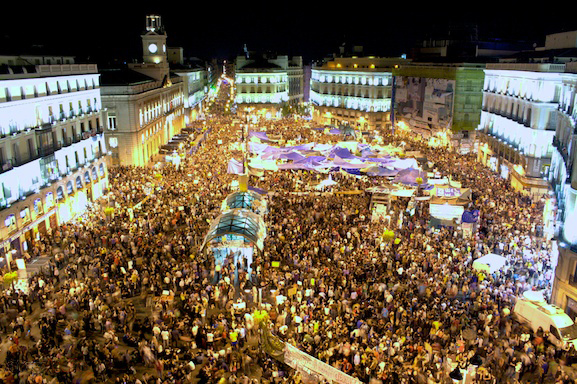
Náměstí Puerta del Sol, Madrid, 20. května

Španělské protesty, nazývané někdy Španělská revoluce nebo hnutí M-15 jsou sérií demonstrací probíhajících ve Španělsku. Hnutí demonstrací vzniklo s pomocí Internetu a sociálních sítí, stojí za ním občanská iniciativa Democracia real YA (Skutečná demokracie HNED) a více než dvě stě malých sdružení. Demonstrace začaly 15. května a rozšířily se do 58 španělských měst.

## Popis demonstrací
Demonstrace začaly 15. května, jako protesty proti vládě dvou politických stran (lidové a socialistické), politické korupci, špatnému volebnímu systému a narustajícímu vlivu Evropské unie.[zdroj?] Demonstranti požadují také právo na bydlení, práci, kulturu, péči o zdraví, vzdělání, možnost politické participace, svobodu pro osobní rozvoj a základní životní potřeby.
Protestující požadují změnu ve španělské politice, necítí se zastupováni žádnou politickou stranou ani uspokojeni opatřeními schválenými politiky. Španělská média spojila protesty s ekonomickou krizí, nezaměstnaností, protesty na Blízkém východě a severní Africe, Řecku, Portugalsku  a Islandu.
Protesty probíhaly mimo jiné v termínu voleb do zastupitelstva konaných 22. května.